# Cap Gris-Nez
Cap Gris-Nez (niderl. Kaap Zwartenes) – przylądek nad kanałem La Manche położony na wybrzeżu Côte d'Opale, we francuskim departamencie Pas-de-Calais, w północnej Francji. 

## Położenie
Leży między Wissant a Audresselles w gminie Audinghen. Wraz z Cap Blanc-Nez, położonym 10 km dalej na północ, tworzy Grand Site des Deux Caps. Klifowy przylądek znajduje się 50 metrów nad poziomem morza. Cap Gris-Nez znajduje się 16 km na południowy zachód od Cap Blanc-Nez. 
Jest jednym z bardziej atrakcyjnych miejsc na północnym wybrzeżu - przyciąga wielu turystów ze względu na swoje szczególne walory krajobrazowe. Jest to rozległy obszar z widokiem na Morze Północne, z klifami opadającymi do morza, czasem widoczne są też klify Dover. Klify przylądka to najkrótsza droga w linii prostej z Francji do Anglii - 34 km do klifu w Dover.
Gris-Nez dosłownie oznacza „szary nos”  i pochodzi z potocznego niderlandzkiego w którym znaczy szara peleryna. Oficjalnie nazwa niderlandzka to Swartenesse („czarna peleryna”), dla odróżnienia od Blankenesse („białej peleryny”) czyli Cap Blanc-Nez na północnym wschodzie. 

## Przyroda
Skały klifowe Cap Gris-Nez składają się z piaskowca, gliny i kredy - przeważnie przybierają odcienie szarości. Jest to też miejsce występowania szeregu skamieniałości z okresu jurajskiego.
Oba przylądki (Szary i Biały) znajdują się w rezerwacie przyrody Grand Site des Deux Caps. Jest to miejsce gniazdowania wielu gatunków ptaków wędrownych.

## Historia
W początkach XVI wieku na szczycie klifu Henryk VIII zbudował angielską fortecę obronną. Pierwotnie fort składał się z czterech ufortyfikowanych ścian na planie kwadratu o długości około stu metrów, na każdym rogu znajdował się bastion, a fort otaczał rów. Obecnie forteca jest w stanie ruiny, zachowały się w części murowane ściany. 
W XIX wieku Napoleon Bonaparte zatrzymał się na przylądku 1 lipca 1803 r. i zaplanował ustawienie telegrafu optycznego nad kanałem. Pierwsze urządzenie sygnalizacyjne zostało zainstalowane na przylądku w 1805 roku. 18 lipca 1805 roku u wybrzeży Cap Gris Nez miała miejsce bitwa morska floty brytyjskiej z holenderską. Napoleon umieścił na wysokim klifie baterię dział, z której ostrzelał brytyjskie okręty. W XX wieku w okresie II wojny światowej w obronie sygnalizatora świetlnego poległ wraz z żołnierzami komendant Gabriel Ducuing (25 maja 1940). Niemcy w ruinach zamku zbudowali umocnienia z bunkrem jako część umocnień Wału Atlantyckiego. 

## Latarnia morska
Po wojnie w 1958 roku zbudowano betonową latarnię morską o 31 metrów wysokości. Zastąpiła ona wcześniejszą konstrukcję zniszczoną w 1944 roku. W bezpośrednim sąsiedztwie latarni u podnóża klifu znajduje się Regionalne Centrum Operacyjne Nadzoru i Ratownictwa (CROSS). CROSS Gris-Nez jest organem marynarki narodowej odpowiedzialnym za nadzór i koordynację działań ratowniczych na morzu na obszarze rozciągającym się od Cap  Hawru do granicy z Belgią.